# Kvercitron

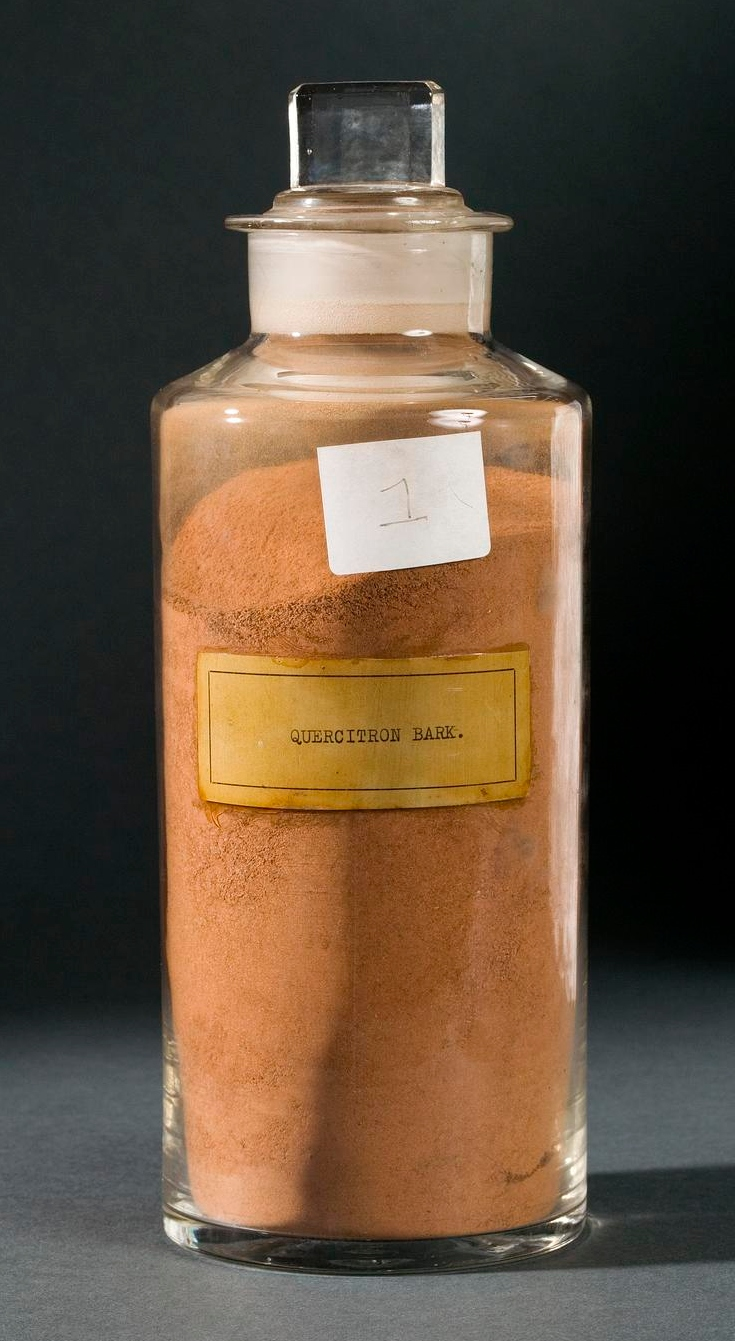
Kvercitron v prášku.

Kvercitron je žluté barvivo, které je rozpustné ve vodě. Získává se z kůry dubu barvířského (Quercus velutina) extrakcí horkou vodou. Výsledkem je krystalický prášek. Používá se též jako mořidlo (vysrážením s kamencem).